# Palau Llar
El Palau Llar, també conegut com a Casa Barnola, és un edifici situat al carrer del Pi, 1 de Barcelona, catalogat com a bé cultural d'interès local.

## Història
Segons la documentació notarial, el 1661 Joaquim de Gualbes va establir en emfiteusi la finca a Joan Baptista de Planella-Cruïiles i de Vila, tercer baró de Granera i senyor de Castellcir. Fou succeït pel seu fill Pere de Planella i de Dusai (1675-1738), i aquest pel seu fill Bonaventura de Planella i Teixidor. El 1773, la seva vídua Maria Teresa de Llar i de Verthamon, tercera comtessa de Llar, va demanar permís per a construir-hi l'actual palau. L'encarregat de les obres fou l'arquitecte Josep Ausich i Mir, juntament amb el fuster Francesc Anglada.
Va ser succeïda pel seu fill Francesc Gaietà de Planella i de Llar, casat amb Maria Antònia de Fivaller i de Bru. El 1828, el seu fill Gaietà de Planella i de Fivaller va demanar permís per a convertir una finestra en porta. Va morir el 1863 sense descendència i en el seu testament nomenà hereu dels béns vinculats dels Planella (entre ells el palau) a Gaietà d'Amat i d'Amat, baró de Maldà i de Maldanell.
A finals del segle xix hi vivia l'advocat Antoni de Barnola i Verdaguer.

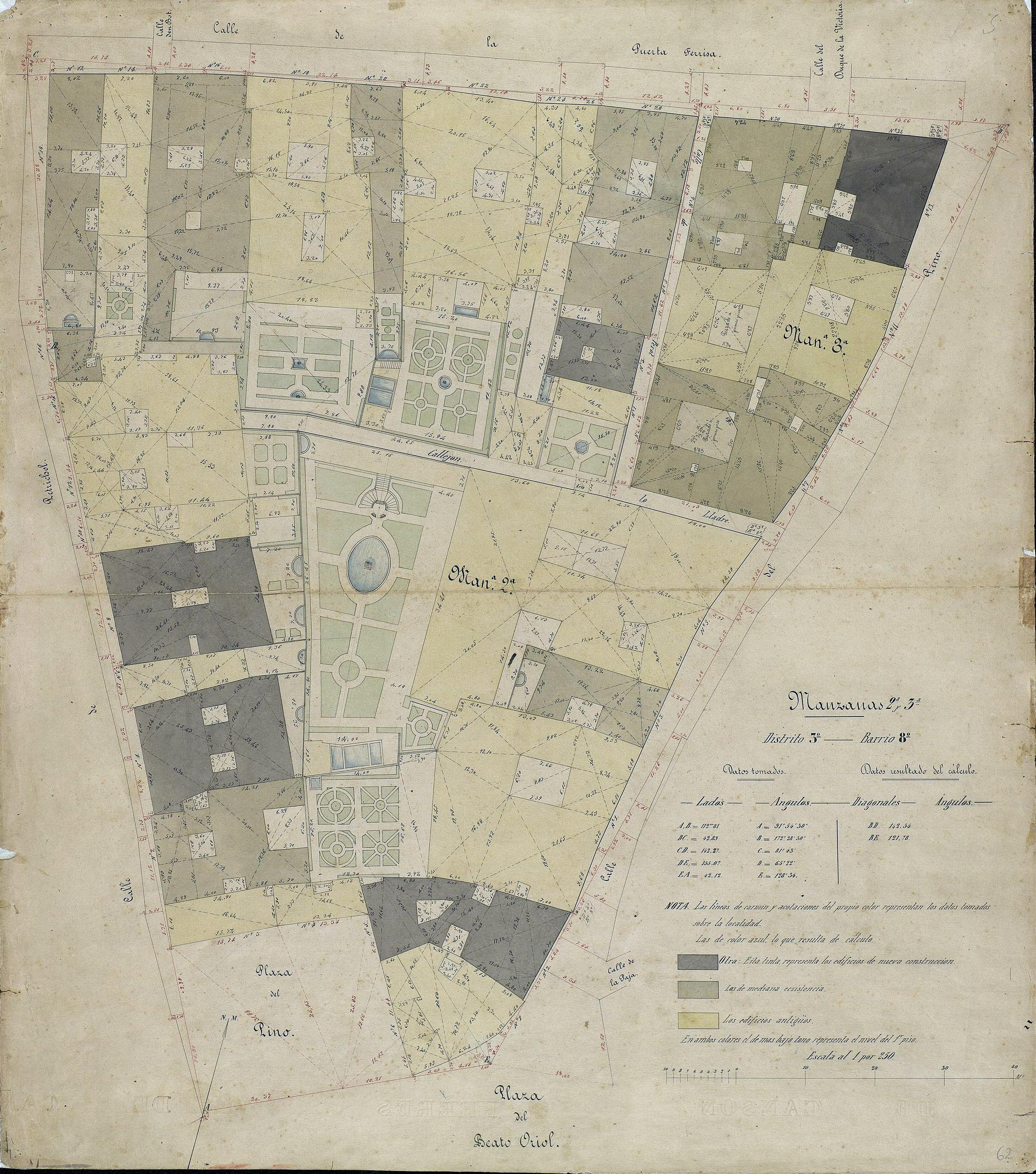
Quarteró núm. 62 de Garriga i Roca (c. 1860)

## Descripció
És un edifici de planta baixa, dos pisos, golfes i terrat. La planta baixa està ocupada per les Galeries Maldà. En aquest nivell s'obren cinc grans portes d'arc rebaixat motllurat, el central és l'entrada a la galeria i els laterals són botigues. El parament és de carreus de pedra. Als pisos superiors les obertures segueixen els mateixos eixos longitudinals que les de la planta baixa. les del primer i segon pis són allindades i donen a balcons individuals amb barana de ferro forjat i rajoles. El parament està decorat amb grans esgrafiats amb garlandes, marcs d'obertures, sanefes, bustos i gerros sobre pedestals molt ornamentals, etc.
Corona la façana un fris on se situen les obertures de forma oval de les golfes, entre les quals hi ha esgrafiats, i una cornisa de gran voladís.